# Lomax (Illinois)
Lomax – wieś w stanie Illinois w hrabstwie Henderson w Stanach Zjednoczonych.